# Bruce Ackerman
 (juin 2025).
Si vous disposez d'ouvrages ou d'articles de référence ou si vous connaissez des sites web de qualité traitant du thème abordé ici, merci de compléter l'article en donnant les références utiles à sa vérifiabilité et en les liant à la section « Notes et références ».
Pour les articles homonymes, voir Ackerman.
Bruce Ackerman (né le 19 août 1943) est un célèbre spécialiste de droit constitutionnel américain, de théorie politique et de théorie constitutionnelle comparée. Il est professeur de droit et de science politique à l'Université de Yale et l'un des juristes les plus cités aux États-Unis. Il fut notamment à l'initiative du Child Trust Fund mis en place en 2003 par le gouvernement de Tony Blair, une mesure inspirée des réflexions sur l'allocation universelle. En 2010, il fut désigné par le magazine Foreign Policy comme l'un des 100 penseurs contemporains les plus influents (top 100 global thinkers).

## Ouvrages
Il est l'auteur d'une quinzaine de livres et de près de cinquante articles. Ses travaux couvrent la théorie constitutionnelle, la philosophie politique, le droit comparé et la politique comparée, l'analyse économique du droit, l'histoire constitutionnelle américaine, l'environnement, et la justice sociale. Parmi ses principales œuvres, on trouve : 
- Social Justice in the Liberal State, 1980
- We the People, Volume 1, Foundations, 1991, Presses universitaires d'Harvard ; traduit en français par Jean-Fabien Spitz sous le titre Au nom du peuple. Les fondements de la démocratie américaine.
- The Future of Liberal Revolution, 1994
- Is NAFTA Constitutional?, avec David Golove, 1995, Presses universitaires d'Harvard
- We the People, Volume 2, Transformations, 1998, Presses universitaires d'Harvard
- Deliberation Day, avec James S. Fishkin (en), Yale University Press, 2004
- The Failure of the Founding Fathers, 2005, Presses universitaires d'Harvard
- We the People, Volume 3, The Civil Rights Revolution, 2014, Presses universitaires d'Harvard

Il a aussi publié en 1999 avec Anne Alstott The Stakeholder Society  (ISBN 0-300-07826-9) et contribué à la revue de sciences humaines Bulles de Savoir.

## Textes disponibles en français
- Au nom du Peuple: Les fondements de la démocratie américaine, collection Liberté de l'esprit, Editions Calmann-Lévy, 1998
- « La journée de la délibération » in La Démocratie délibérative. Anthologie de textes fondamentaux par Charles Girard et Alice Le Goff, collection L'Avocat du Diable, Éditions Hermann, 2010